# Jirka Wartenberg
Jirka Wartenberg (auch Jirka Rieckhoff; * 22. September 1945 in Berlin-Pankow) ist ein deutscher Sänger und Gitarrist, der in der DDR aktiv war. Er spielte und sang unter anderem bei den Atlantics, den Alexanders, den Berolina Singers, der Reichert Combo und dem Gerd Michaelis Chor.

## Leben
Wartenberg spielte seit seiner Jugend in verschiedenen Bands. Nachdem er zwar die eigentliche Abiturprüfung, nicht aber die damit verbundene Facharbeiterausbildung bestanden hatte, war ein Studium nicht möglich. Er arbeitete deshalb in verschiedenen Berufen, unter anderem als Nachkassierer für Strom und Gas sowie als Musikinstrumentenverkäufer. Parallel dazu besuchte er die Musikschule Friedrichshain in Ost-Berlin. Seit Anfang 1968 war er Mitglied des Gerd Michaelis Chores und trat mit ihm im Friedrichstadtpalast auf. Während dieses Engagements lernte er die Solotänzerin Elke Rieckhoff kennen, die er im April 1969 heiratete und deren Namen er annahm. Zur Geburt seiner ersten Tochter schrieb er den Titel Nun bist du da, der als Single erschien.
Im April 1972 kehrte seine Frau mit der gemeinsamen Tochter in Absprache mit ihm von einer Auslandsreise nicht in die DDR zurück. Daraufhin wurden seine Platten aus den Läden zurückgezogen und keine Produktionen für Fernsehen, Rundfunk oder Schallplatte mehr ermöglicht. Konzertauftritte wurden jedoch weiterhin gestattet. Ab August 1972 spielte er bei den Atlantics, unter anderem zusammen mit Hansi Biebl. Sein Versuch, Anfang 1973 die DDR mit Hilfe eines Fluchthelfers zu verlassen, wurde verraten. Wartenberg wurde verhaftet und wegen „ungesetzlichen Grenzübertritts“ zu drei Jahren und vier Monaten Haft verurteilt. Auch seine Eltern, die von dem Fluchtplan wussten, wurden zu Haftstrafen – die Mutter auf Bewährung – verurteilt. Am 1. Oktober 1975 wurde er von der Bundesrepublik freigekauft und abgeschoben.
Jirka Wartenberg lebt seit 1976 in Südfrankreich. Er ist in vierter Ehe verheiratet. Er war in Frankreich unter anderem als Fernfahrer und Antiquitätenhändler tätig.

## Singles
- 1969: Sag, wo gehst du hin / Wirst du gehn (Amiga) (gemeinsam mit Horst Krüger)[1]
- 1970: Nun bist du da / Es ist eine uralte Weise (Amiga)